# Antônio Gonçalves Dias
Antônio Gonçalves Dias (Caxias, 10 d'agost de 1823 – Baixos dos Atins (Tutóia), Maranhão, 3 de novembre de 1864) va ser un poeta, advocat (llicenciat a Coïmbra), periodista i etnògraf brasiler.